# Modjieb Jamali
Modjieb Jamali (in persiano مجيب جمالي‎; Kabul, 30 aprile 1991) è un ex calciatore afghano, di ruolo centrocampista.